# باول هايز
باول هايز (بالإنجليزية: Paul Hayes)‏ هو مذيع بريطاني، ولد في أغسطس 1970 في Morecambe ‏ في المملكة المتحدة.

## وصلات خارجية
- باول هايز على موقع IMDb (الإنجليزية)